# جوناثان كينت (مخرج)
جوناثان كينت (بالإنجليزية: Jonathan Kent)‏ هو مخرج جنوب أفريقي، ولد في 1946 في جنوب أفريقيا.

## وصلات خارجية
- جوناثان كينت على موقع IMDb (الإنجليزية)
- جوناثان كينت على موقع ميوزك برينز (الإنجليزية)
- جوناثان كينت على موقع قاعدة بيانات برودواي على الإنترنت (الإنجليزية)
- جوناثان كينت على موقع قاعدة بيانات الفيلم (الإنجليزية)